# Mebeli michaelseni
Mebeli michaelseni is een krabbensoort uit de familie van de Matutidae. De wetenschappelijke naam van de soort is voor het eerst geldig gepubliceerd in 1921 door Balss.